# Yania flavolimbata
Yania flavolimbata is een hooiwagen uit de familie Prostygnidae.